# PZL P.7
PZL P.7 — польский истребитель времён Второй мировой войны.

## Варианты
- P.7/I
- P.7/II (с кольцом Тауненда)
- P.7a (серийное производство)

## Состояли на вооружении
- Военно-воздушные силы Польской Республики
- Люфтваффе
- Военно-воздушные силы Королевства Румынии
- Военно-воздушные силы РККА

## Тактико-технические характеристики
Приведенные характеристики соответствуют модификации P.7a.
Источник данных: Cynk, 1975.

Технические характеристики
- Экипаж: 1 (пилот)
- Длина: 7,16 м
- Размах крыла: 10,3 м
- Высота: 2,75 м
- Площадь крыла: 17,2 м²
- Колея шасси: 2,474 м
- Масса пустого: 1010 кг
- Нормальная взлётная масса: 1409 кг
- Объём топливных баков: 250 л
- Силовая установка: 1 × радиальный девятицилиндровый Polish Skoda Works Jupiter VII.F
- Мощность двигателей: 1 × 527 л. с. (1 × 388 кВт)
- Воздушный винт: двухлопастной Szomanski

Лётные характеристики
- Максимальная скорость: 317 км/ч на 4000 м
  - у земли: 276 км/ч
- Скорость сваливания: 102 км/ч
- Практическая дальность: 560 км
- Практический потолок: 8275 м
- Время набора высоты:
  - 1000 м за 1 мин 38 с
  - 3000 м за 5 мин 3 с
- Нагрузка на крыло: 81,8 кг/м²
- Тяговооружённость: 263 Вт/кг (2,8 кг/л. с.)

Вооружение
- Стрелково-пушечное:  
  - 2 × 7,7 мм пулемёта Vickers E с 500 патр. на ствол в фюзеляже

## Похожие самолёты
- PZL P.1
- PZL P.6
- PZL P.8
- PZL P.11
- PZL P.24
- Dewoitine D.371
- Loire 46
- Икарус ИК-2
- И-15